# Alfredo Guedes de Sousa
Alfredo Guedes de Sousa (14 de maio de 1868 — 14 de junho de 1904) foi advogado e político brasileiro.

## Biografia
Nasceu em Campinas, São Paulo, filho primogênito de José Guedes de Sousa, influente cafeicultor de Mogi Mirim, feito Barão de Pirapitingui em 1897, e de Carolina Álvares Guedes. Teve mais seis irmãos, entre os quais, a mecenas Olívia Guedes Penteado. Carolina era filha de Antônio Álvares de Almeida Lima, importante fazendeiro de Limeira, e de Maria Emília de Toledo, irmã do Barão do Descalvado.
Formado advogado pela Faculdade de Direito de São Paulo em 1888, veio a se dedicar também à política, elegendo-se de deputado estadual nos períodos legislativos entre 1892 e 1900. Também foi Secretário de Estado dos Negócios da Agricultura, Comércio e Obras Públicas no governo de Fernando Prestes.
Conseguiu que Bernardino de Campos, então presidente do Estado de São Paulo, assinasse, no dia 20 de agosto de 1889, a Lei nº 559, criando o município de Tambaú, demarcando seus limites e tomando as demais medidas administrativas.
Faleceu com apenas 36 anos de idade e foi  sepultado no Cemitério da Consolação. Foi casado com Albertina de Azevedo Guedes, filha do Dr. Pedro Vicente de Azevedo e de Maria Amália Lopes de Azevedo, sem prole. Em sua homenagem, o distrito de Areia Branca, da cidade de Lençóis Paulista, mudou seu nome para Alfredo Guedes, em 1918.